# Чингис (река)
Чингис — река в Новосибирской области России. Устье реки находится в 3112 км по правому берегу Новосибирского водохранилища (р. Обь). Длина реки составляет 24 км. Высота устья — 113,5 м над уровнем моря.

## Притоки
- 7 км: Полдневка (лв)[2]
- 14 км: Малый Чингис (лв)[2]
- ручей Полдневка (пр)[2]

## Данные водного реестра
По данным государственного водного реестра России относится к Верхнеобскому бассейновому округу, водохозяйственный участок реки — Обь от города Барнаул до Новосибирского гидроузла, без реки Чумыш, речной подбассейн реки — бассейны притоков (Верхней) Оби до впадения Томи. Речной бассейн реки — (Верхняя) Обь до впадения Иртыша.